# Distrikt Matapalo
Der Distrikt Matapalo befindet sich in der Provinz Zarumilla in der Region Tumbes im äußersten Nordwesten von Peru. Der Distrikt wurde am 25. November 1942 gegründet. Auf 389 km² Fläche lebten beim Zensus 2017 3435 Einwohner. Im Jahr 1993 lag die Einwohnerzahl bei 744, im Jahr 2007 bei 1568. Verwaltungssitz ist die im Nordosten der Provinz auf einer Höhe von 54 m gelegene Ortschaft Matapalo mit 535 Einwohnern (Stand 2017).

## Geographische Lage
Der Distrikt Matapalo liegt im Süden der Provinz Zarumilla. Der Fluss Río Zarumilla bildet im Nordosten die Distriktgrenze, entlang der südlichen Distriktgrenze fließt der Río Tumbes nach Westen. Im Süden erhebt sich ein Bergrücken, der im Schutzgebiet Reserva Nacional de Tumbes liegt. Der Distrikt grenzt im Norden an den Distrikt Papayal, im Osten an die Kantone Arenillas und Las Lajas der ecuadorianischen Provinz El Oro, im Süden an den Kanton Puyango in der ecuadorianischen Provinz Loja, im Südwesten an den Distrikt Pampas de Hospital (Provinz Tumbes) sowie im Nordwesten an den Distrikt San Juan de la Virgen (ebenfalls in der Provinz Tumbes).

## Ortschaften im Distrikt
Neben dem Hauptort Matapalo gibt es im Distrikt folgende Ortschaften:
- Algarrobal
- Balsamal
- Carisalio
- Isla Noblecilla
- La Totora
- Leandro Campos (535 Einwohner)
- Nuevo Progreso-El Tútumo (1813 Einwohner)
- Quebrada Seca (330 Einwohner)